# Colonización

Mapa indicando los territorios colonizados por potencias europeas, Estados Unidos y Japón. Años mostrados: 1492, 1550, 1600, 1660, 1754, 1822, 1885, 1914, 1938, 1959, 1974, 2007

La colonización es la acción de dominar un país o territorio (la colonia) por parte de otro (la metrópoli). El proceso de colonización puede ser de carácter político, militar, cultural, económico o presentar otras manifestaciones así como desarrollarse de forma violenta o pacífica.
Los países europeos que tuvieron más colonias a lo largo de la historia fueron:
Reino Unido (130), Francia (90), Portugal (52), España (44), Países Bajos (29), Alemania (20), Rusia (17), Dinamarca (9), Suecia (8), Italia (7), Noruega (6) y Bélgica (3).

## Migración
La colonización implica la emigración de contingentes de población de la metrópolis a la colonia, especialmente en las denominadas colonias de poblamiento, pero también en las denominadas colonias de explotación, donde se establece el dominio de una casta colonial, compuesta por colonizadores, sobre la población indígena. En una fase histórica posterior, los flujos migratorios se invirtieron, pasando a ser las antiguas colonias, convertidas en países subdesarrollados, las que emiten emigrantes, y las antiguas metrópolis, convertidas en países desarrollados, las que reciben inmigrantes. 

### Colonización económica
La colonización económica se caracteriza por el intercambio desigual (de materias primas por productos manufacturados, que deja en la metrópoli la mayor parte del valor añadido del trabajo), lo que intensifica la relación de dependencia. A veces se estipula legalmente (pacto colonial).

### Colonización interna
Es un proceso que involucra la migración de sectores poblacionales dentro de un estado hacia zonas de "frontera interna", en zonas con potencial agrícola o minero energético. Para el marxismo clásico la colonización (como estrategia de los estados imperiales europeos) supone un paso para la ampliación geográfica de la capacidad económica del capitalismo. De manera similar al proceso imperial, en un estado el proceso colonizador supone que tras la apertura de nuevas tierras a manos de gente colona, la propiedad adquiere un valor de cambio que permite su concentración en manos de latifundistas. Al respecto, en el caso de la ampliación del mundo capitalista,  la colonización, según Marx "...era el secreto descubierto en el nuevo mundo por la economía política del viejo y proclamando sin recato: el régimen capitalista de producción y acumulación, y, por tanto, la propiedad privada capitalista, exigen la destrucción de la propiedad privada nacida del propio trabajo, es decir, la expropiación del trabajador": La colonización interna es un proceso que involucra o bien la ampliación regional de los estados, o que bien facilita la acumulación de tierras a partir de la compra de las "mejoras" de tierras baldías. 
Esta modalidad de ampliación de la geografía interna de los países ha sido un proceso característico en Latinoamérica. En Colombia distintos procesos de colonización interna han expresado condiciones históricas particulares: la Colonización Antioqueña del SXVIII y SXIX respondió a una de las primeras experiencias de construcción de nación, mientras que la colonización armada da cuenta de una experiencia de migración, apertura de frontera agrícola y resistencia campesina en los albores de la Guerra Civil contemporánea que vive el país desde la década de 1950.

### Colonizaciones prehistóricas
Desde el inicio de la evolución humana se produjo la colonización de nuevos territorios desde los lugares iniciales de aparición de las distintas especies de homínidos en el África oriental. Son diferentes las interpretaciones que la paleoantropología propone acerca de la salida del continente africano, y a partir de ese hecho, la relación que la colonización del resto de los continentes tuvo en la propia conformación del hombre moderno y la exacta naturaleza y consecuencias de sus variaciones biológicas y culturales (incluso su misma denominación como razas humanas); incluyendo la exacta naturaleza y consecuencias de los contactos entre distintas especies y grupos humanos que se fueron produciendo.

### Colonizaciones históricas

#### Edad Antigua
En el Mediterráneo antiguo se distinguen tres civilizaciones por la fundación de colonias: Fenicia, Grecia y Roma.
Los fenicios comenzaron a fundar colonias en las costas del Mediterráneo, en el norte de África con fines comerciales. Una de estas fundaciones terminó siendo más importante que la metrópoli, Cartago.
La colonización griega se dio en varias etapas, ocupando gran cantidad de las costas de Asia menor y enclaves estratégicos en zonas civilizadas. En la época clásica, tierra cultivable era reclamada a menudo por "tribus bárbaras", quienes vivían de la caza y la recolección o incluso de la cosecha.  A la gente civilizada la tierra parecía despoblada.
Otra gran colonización de la época antigua fue la colonización romana del imperio que se extendió por tres continentes (Europa, Asia y África).  Muchas de las grandes ciudades actuales de Europa empezaron como colonias romanas.  De hecho, la ciudad alemana de Colonia originalmente fue fundada con el nombre Colonia Claudia por los romanos.

#### Edad Media
La formación de imperios durante la Edad Media no suele utilizar el término colonización para designarlo. No obstante, existieron procesos parecidos: en la península ibérica sucedieron periodos de dominación musulmana y cristiana en Al-Ándalus (para la "Reconquista" cristiana, el proceso denominado repoblación), en el Este de Europa la Drang nach Osten y en el Levante mediterráneo las Cruzadas.

#### Edad Moderna
Después de la conquista de Ceuta por los portugueses en 1415, se inició un periodo conocido como la  era de los Descubrimientos en la que los avances náuticos, los primeros métodos de colonización y la busqueda de rutas comerciales propició  la expansión europea inicialmente protagonizada por el imperio portugués y el imperio español; y desde finales del siglo XVI (16) el imperio neerlandés, junto con otras potencias europeas (Francia, Inglaterra, Dinamarca) que compitieron por la colonización europea de América y por el mantenimiento de escalas comerciales en la costa africana y el Índico (especialmente la actual Indonesia y Filipinas).
A partir del siglo XVIII (18), las guerras coloniales aumentaron su importancia, pasando a ser el imperio colonial francés y el imperio británico los que competían por los más atractivos espacios en disputa (en el Caribe, Canadá, la India); mientras que el imperio ruso llegaba hasta el Pacífico y el imperio español alcanzaba su máxima extensión territorial.

#### Edad Contemporánea
A comienzos del siglo XIX (19) el imperio británico se había convertido en hegemónico. En la segunda mitad del XIX (19) , (la denominada Era del imperialismo) las principales potencias de Europa se entregaron a una carrera colonial (especialmente el reparto de África) con gran influencia en la conformación del mundo actual.
En América Latina, la presencia colonial británica fue mayormente indirecta, a través de soberanías delegadas. Los recientemente fundados estados uninacionales comenzaron procesos de colonización empresarial y militar de los territorios que no controlaban, habitados por pueblos indígenas independientes o autónomos. Con ello, comenzaron a definir también las delimitaciones interestatales, a través de la guerra o la diplomacia. Argentina lanzó la llamada conquista del desierto contra las naciones mapuche y tehuelche; Chile hizo lo propio con lo que las autoridades políticas y militares llamaron la Pacificación de la Araucanía, y ambos estados ocuparon la Patagonia austral y favorecieron el genocidio selknam. Los procesos de colonialismo republicano o poscolonial ha adoptado diferentes formas a través del tiempo.
El tercer cuarto del siglo XX (20) presenció el proceso de descolonización y el surgimiento de un nuevo concepto: la neocolonización, traducida en una mayor o menor dependencia de personas, grupos o países, a otras naciones o potencias extra nacionales, especialmente en el caso de excolonias a sus antiguas metrópolis, o el fenómeno de los estados satélites durante la Guerra Fría.